# Wai Sano
Wai Sano és una caldera volcànica el·líptica, d'aproximadament 3,5 x 2,5 km d'amplada, que es troba a la part occidental de l'illa de Flores, a Indonèsia. El seu interior conté un llac, situat uns 260 metres per sota del cim de la caldera, que es troba a 903 msnm. La caldera forma part del mont Poco Sesok, Dues fumaroles, a la riba sud-est del llac, són l'única manifestació volcànica, ja que no es té coneixement d'erupcions en temps històrics.